# Rudolf Smit
Rudolf Smit (Amsterdam, 5 januari 1942) is een Nederlands fotograaf en kritisch onderzoeker van de astrologie. In de laatste tien jaren voor zijn pensioen fungeerde hij als redacteur/vertaler voor een technologisch instituut.
Smit was schrijver van diverse boeken over fotografie en computerprogrammeren en was eind- en technisch redacteur van het fotografisch maandblad Foto. 
In de jaren zeventig kwam Smit in aanraking met de astrologie. Hij maakte zich sterk voor een ethische benadering door astrologen. Dit kwam tot uiting in de oprichting van het NGPA (Nederlands Genootschap van Praktiserende Astrologen) in 1977. Het NGPA stelde eisen aan de uitoefening van de astrologische praktijk. Smit werd voorzitter van het NGPA.
Smit was voorstander van een wetenschappelijke benadering van de astrologie. Hij was redacteur van het Tijdschrift van de NVWOA (Nederlandse Vereniging tot Wetenschappelijk Onderzoek van de Astrologie) en werkt nog steeds samen met de astrologie-onderzoeker Geoffrey Dean.
In 1984 brak Smit, inmiddels naar Australië geëmigreerd, al zijn astrologische activiteiten af. Enkele jaren later werd hij opnieuw actief maar nu als kritisch onderzoeker van de astrologie. Hij was enkele jaren hoofdredacteur van het Engelse tijdschrift Correlation, Journal for Objective Research into Astrology, een uitgave van British Astrological Association. In 2000 begon hij een kritische website over astrologie: Astrology and Science.
Tot 2009 was Smit hoofdredacteur van Terugkeer, kwartaaltijdschrift van Stichting Merkawah, de Nederlandse tak van IANDS, een stichting voor de studie van bijna-doodervaringen.
In 2011 pakte hij dit hoofdredacteurschap opnieuw op; het tijdschrift heet nu Terugkeer naar Levenslicht en is een gezamenlijke uitgave van Limen, de Vlaamse vereniging van mensen die een bijna-doodervaring hebben gehad, en stichting NetwerkNDE, de voortzetting van Stichting Merkawah.